# Watervallen van Krimml

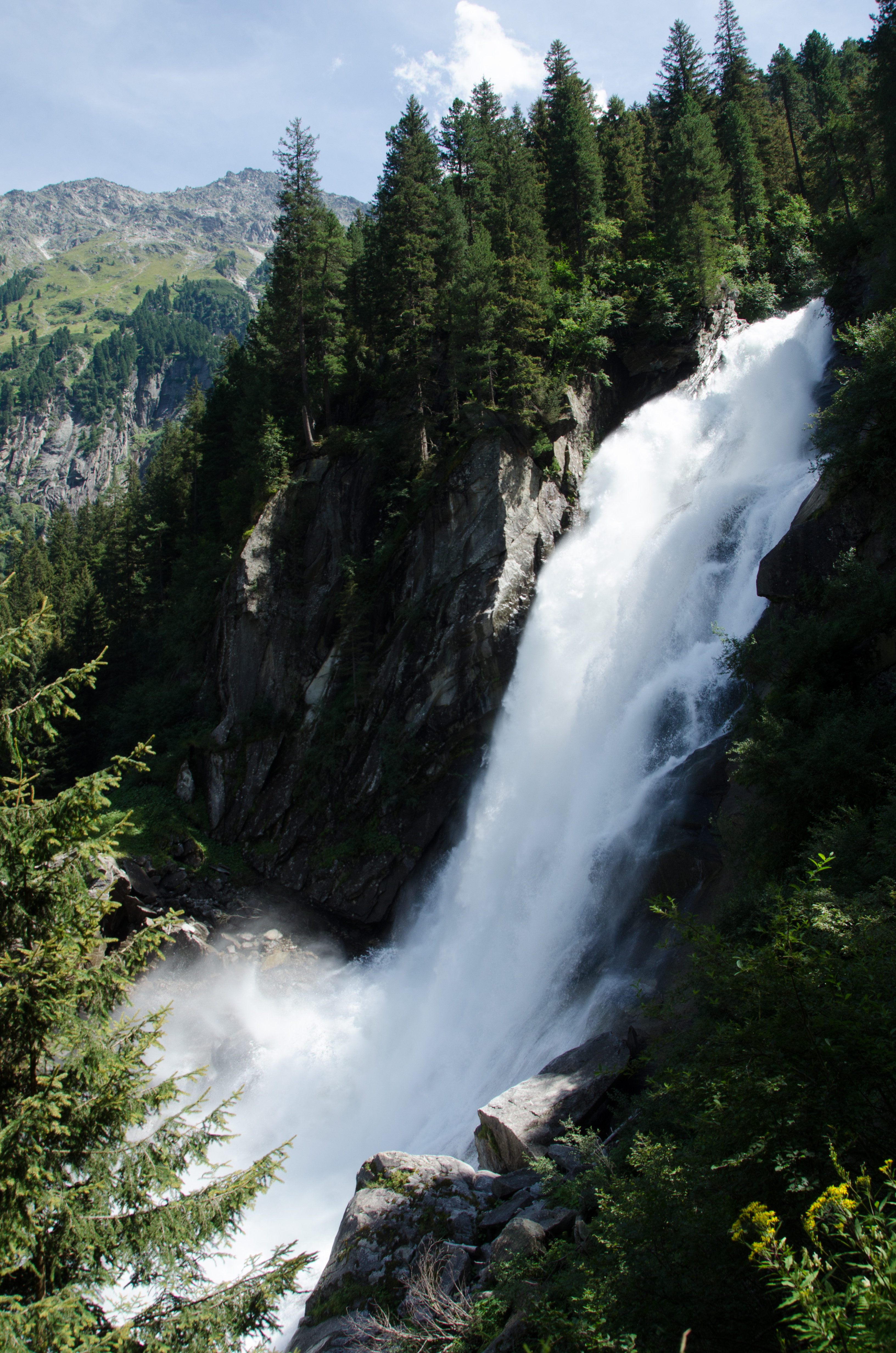
Onderste gedeelte van de Krimmler Wasserfälle in 2015

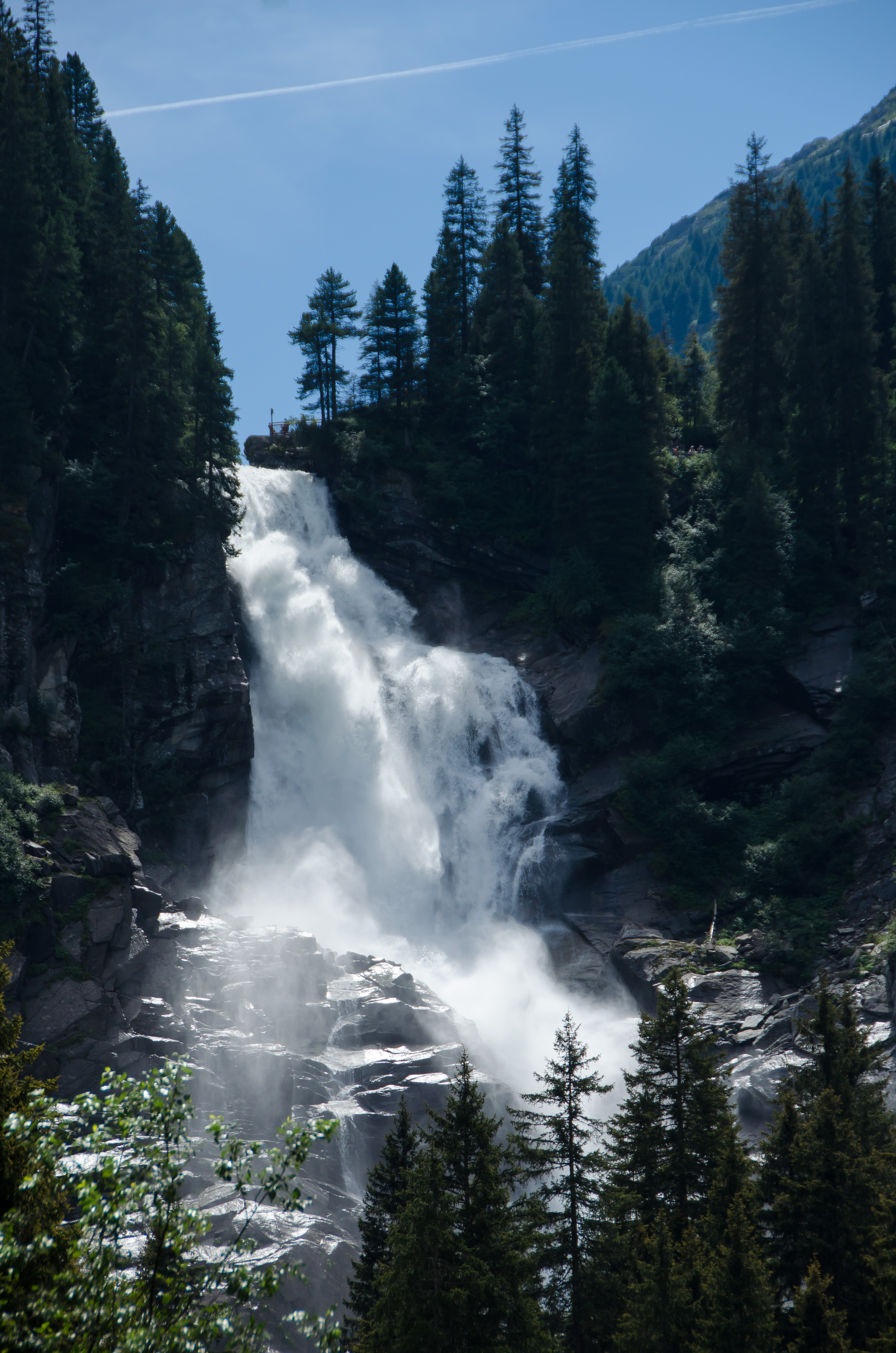
Bovenste gedeelte van de Krimmler Wasserfälle in 2015

De Krimmler Wasserfälle is met een totale hoogte van 380 meter de hoogste gefaseerde waterval van Europa. De waterval ligt vlak bij het dorp Krimml in Oostenrijk in het nationale park Hohe Tauern. De waterval komt voort uit de Krimmler Ache die aan het einde van het hoog gelegen Krimmler Achendal in drie fases naar beneden stort. De bovenste fase heeft een val van 140 meter, de middelste 100 meter en de laagste weer een val van 140 meter.
De Krimmler Ache stroomt dan in de Salzach, een zijrivier van de Inn die in de Donau uitmondt die uiteindelijk eindigt in de Zwarte Zee.

## Water
De Krimmler Ache is een gletsjerbeek waardoor de hoeveelheid water sterk varieert. In juni en juli stroomt er 20.000 m³/h water terwijl dit in februari 500 m³/h is. De grootste hoeveelheid werd op 25 augustus 1987 gemeten: toen bedroeg het debiet 600.000 m³/h. 

## Toerisme
Sinds de 18de eeuw gaan voornamelijk Britten uit interesse op reis naar de Krimmler Wasserfälle. Om er voor te zorgen dat de toeristen zonder moeite meer van de Krimmler Wasserfällen kunnen zien, bouwt Ignaz von Kürsinger uit Mittersil in 1835 een weg tot aan de bovenste fase van de waterval. In 1879 verbetert de Oostenrijkse alpenvereniging (ÖAV) de weg tot een meer toegankelijke panoramaweg.
De watervallen worden jaarlijks door ongeveer 400.000 mensen bezocht. Dit heeft ook negatieve effecten voor de bewoners zoals verkeersdrukte voor een klein dorp en bodemerosie op de weg.